# Clinical Research in Cardiology
Clinical Research in Cardiology, abgekürzt Clin. Res. Cardiol., ist eine wissenschaftliche Fachzeitschrift, die vom Springer-Verlag im Auftrag der Deutschen Gesellschaft für Kardiologie veröffentlicht wird. Die Zeitschrift wurde 1909 unter dem Namen Zentralblatt für Herzkrankheiten und die Erkrankung der Gefäße gegründet und kürzte den Namen 1911 in Zentralblatt für Herz- und Gefäßkrankheiten. Eine weitere Kürzung erfolgte 1927 in Zeitschrift für Kreislaufforschung, im Jahr 1973 wurde der Name in Zeitschrift für Kardiologie geändert und die letzte Änderung erfolgte 2006 in Clinical Research in Cardiology. Die Zeitschrift erscheint derzeit zwölfmal im Jahr. Es werden Arbeiten veröffentlicht, die sich mit klinischen Fragen in der Herzkreislaufforschung beschäftigen.
Der Impact Factor lag im Jahr 2014 bei 4,560. Nach der Statistik des ISI Web of Knowledge wird das Journal mit diesem Impact Factor in der Kategorie Herzkreislaufsystem an 21. Stelle von 123 Zeitschriften geführt.